# Ophiopteron atlanticum
Ophiopteron atlanticum is een slangster uit de familie Ophiotrichidae.
De wetenschappelijke naam van de soort werd in 1914 gepubliceerd door René Koehler.